# آرامگاه بی‌بی شریفه خاتون نویس
بقعه بی‌بی شریفه خاتون‌نویس مربوط به دوره صفوی - دوره قاجار است و در شهرستان جعفرآباد، بخش قاهان، روستای نویس واقع شده و این اثر در تاریخ ۱ مهر ۱۳۸۲ با شمارهٔ ثبت ۱۰۴۴۹ به‌عنوان یکی از آثار ملی ایران به ثبت رسیده است.